# イギリスにおける死刑
イギリスにおける死刑（イギリスにおけるしけい）
イギリスでは1969年にイングランド等3地域で廃止され、1973年に北アイルランドで廃止、1998年に完全廃止された。

## 歴史
イギリスにおける死刑廃止思想は古く、トーマス・モアにまで遡ることができる。これは当時のイギリスでは数多くの罪状に対し死刑が適用されており、多くの者が処刑されていたことが背景にある。
ただその後の宗教改革の中で、1553年にはカトリックのメアリー1世の即位を妨げるためジェーン・グレイをイングランド女王に即位させたノーサンバーランド公ジョン・ダドリーらはメアリー1世側の蜂起に敗北して死刑に処されており、1679年にはカトリックのチャールズ2世に対しボスウェル・ブリッジの戦いを起こした長老派は、摂政でスコットランド議会議員、枢密院議員の弁護士のジョージ・マッケンジー（英語版）により約1200人のカヴェナンターが墓地に隣接する刑務所に投獄され虐待のうえ死刑に処されるなどの出来事があった。
1723年のブラック法では窃盗犯や紙幣偽造犯など50もの罪状に適用されていた。また「被害者が自衛する機会がない」として強盗犯よりも悪質とされていた窃盗犯が処刑される場合も少なくなかった。このような厳罰主義の法制と刑罰体系は後世「血の法典」と呼ばれた、このように厳罰にしたのは、犯罪者を死刑にすれば犯罪は減ると支配階層が考えたからだとされているが、有産階級の財産を守る為でもあった。1660年以降、死罪になる罪名は50から1750年には160、1800年当時は220、1815年には288と増加した。この時代に死罪になる犯罪は、5シリング以上の価値のあるものの窃盗、馬若しくは羊の窃盗のほか、放火、脅迫、反逆、殺人などが含まれていた。
なお、一般庶民は基本的に絞首刑に処せられており、貴族には斬首刑が適用されていた。また殺人や強盗といった凶悪犯への死刑が一般的なのは当然なことで、少年犯罪者に関しては「明らかな悪意の証拠」があれば年齢に関わらず死刑が適用されたが、現代の基準から見ると死をもって償わなければならない程ではないと思われる罪で死刑に処された人々も少なくなかった。たとえば1717年5月20日に当時18歳のマーサ・ピラが店舗内での窃盗を理由にタイバーンで公開処刑されたほか、1750年12月31日に当時17歳の少女であったキャサリン・コナーは遺書を偽造した罪により同じくタイバーンで公開処刑されている。
また、イギリスにおける記録史上の最年少死刑囚は、チャールズ1世治世下で1629年2月23日に2件の納屋か家屋を放火した罪で8歳か9歳で公開処刑されたジョン・ディーンである。少女の場合、ヘンリー8世治世下の1546年4月13日で処刑理由は不明であるが（殺人か魔術を使用した罪）、当時11歳のアリス・グラストンがマッチ・ウェンロックで処刑されている。
死刑判決が教会の儀式のひとつとして赦されたり、また軍務につくと永久に執行猶予される場合もあった。1770年から1830年の間にイングランドとウェールズでは35000人以上に死刑が宣告されたが、実際には7000人程度の執行に留まり、相当が免除されていた。
このように、19世紀まではあまりにも死刑の適用範囲が広すぎたため、1808年にはスリのような窃盗犯が除外された。これを皮切りに、1820年代から30年代にかけて多くの死刑適用犯罪が外されるようになり、1823年には反逆罪と殺人罪以外には死刑を適用できないように法が改正された。また、当時イギリスの植民地であったオーストラリアへ犯罪者を流刑にするようになった。このように19世紀には徐々に死刑を適用できる犯罪を制限するようになったが、それでも反逆罪や殺人に対しての死刑は維持された。また1866年には公開処刑が廃止され、死刑執行は刑務所内で行われるようになった。
1908年には少年法の改正により16歳未満に対する死刑が禁止され、1933年には18歳未満に年齢が引き上げられた。また1931年には妊婦への死刑が禁止された。そして1938年に死刑廃止案が下院を通過したが、第二次世界大戦勃発により議論は立ち消えとなった。なお1900年から1949年までに、イングランドとウェールズでは621人の男性と11人の女性が処刑されたが、戦時特別立法によって13人のドイツのスパイも処刑された。
戦後は死刑廃止を求める声が高まり、1948年に労働党のシルバーマン議員が死刑廃止法案を上程した。1957年の法律で殺人犯のうち囚人による看守の殺害や警察官殺害犯、爆弾テロ犯などに死刑の適用が限定されるようになった。これによって死刑制度支持派に譲歩した形になった。しかしながら、エヴァンス事件やA6殺人事件など、決定的な証拠が無いまま処刑され冤罪が疑われる事件をきっかけとして死刑廃止要求がさらに高まったため、1965年11月9日に死刑執行を5年間停止する時限立法が議会で可決された。なおイギリス国内最後の死刑執行は1964年8月13日午前8時に執行されたピーター・アンソニー・アレン（ウォールトン刑務所）とグウィン・オーウェン・エヴァンス  (ストレンジウェイズ刑務所) の2人である（2人とも同時に執行されている）。死刑廃止の理由としては、「犯罪抑止のための威嚇としての価値が証明されていない」「猟奇殺人の多くは精神異常者の行為で責任能力がない」「誤審による死刑の危険性」「死刑自体が時代にそぐわず不健全」などとしている。
その後ジェームズ・キャラハン内務大臣により、1969年12月に正式に死刑廃止が決定した。当初は北アイルランドは適用が除外されていたが、1973年に北アイルランドも死刑が廃止された。だが、IRAのテロが活発になった1975年以降、国民の一部から死刑復活が叫ばれるようになった。復活論者であったマーガレット・サッチャー率いる保守党政権が総選挙で圧勝し、2度死刑復活法案が提出されるがいずれも圧倒的大差で否決（1度目は362対243、2度目は357対195）された。
なお、死刑が全面的に廃止されたのは1998年のことである。それまでは反逆罪と海賊行為のみ死刑の対象とされていたが、適用された事例は皆無である。また、海外領であるチャンネル諸島では執行された事例はなかったが、法律上2006年まで死刑制度が存続していた。マン島では1993年に死刑が廃止されたが、最後に処刑が行われたのは1872年の事であり、稀に死刑判決が出ても内務大臣によって終身刑に減刑されていた。

## 死刑の回避
イギリスは歴史上、極めて死刑が多い国であったが、死刑を回避する方法も様々なものがあった。
これには、立法と司法の分離が発達していたことにより、立法側のあまりに多い死刑要求に対して司法側が死刑の適用を極力制限されるように努力していたという背景もある。
中世時代のイギリスには死刑を免れる以下の4つの方法があった。
恩赦(Pardon)
国王により罪が減刑されることによって死刑を免れることができる。近代ではこの特権は内務大臣に与えられた。
死刑が非常に多かった血の法典時代には裁判官が死刑不相当と思う犯罪者のリストを作成して分厚いリストに対して一括恩赦を国王に願い出るという方法が取られていた。
聖域(sunctuary)
教会の支配地域には世俗の法律が及ばなかったため、犯罪者はにげこむことによって死刑を回避できた。
しかし、一定期間を過ぎるとイギリスから出て行かなければならず、実際には死刑を流刑に減刑しているようなものだった。
聖職者の特権(Benefit of clergy)
キリスト教の聖職者は世俗の刑罰を受けないという特権により死刑を免除された。
後に特権が適用されないように法改正が進み、この制度はなくなる。
良心の偽証
血の法典により12ペンス以上の品物に対する窃盗にまで死刑が適用されていた時代には、被害を過小に証言することで死刑判決を回避することが行われていた。

## 執行方法
イギリスでは死刑のための特別な法律が地方自治体や個別立法で作られたことが何度もあるため、特定の地域や時期しか行われなかった死刑執行方法が多数ある、そのため非常に種類が多い。
| スコッチ・メイデン             | 1564年 - 1708年 | 一部地域のみ使用                                       |
| ハリファックス断頭台           | 1541年 - 1650年 | 一部地域のみ使用                                       |
| 釜茹で                         | 1531年 - 1547年 | 特別立法により毒殺犯のみ適用                           |
| 火刑                           | 1401年 - 1790年 | 主に魔女に適用された                                   |
| 斬首刑                         | ????-1747年     | 貴族に対して適用されていた                             |
| 首吊り・内臓抉り・四つ裂きの刑 | ????-1820年     | 大逆罪に対してのみ執行されていた                       |
| 絞首刑                         | ????-1998年     | 最期の死刑執行方法として死刑制度廃止の日まで使用された |

## 死刑執行人
詳細は死刑執行人#イギリスを参照

## 19世紀以降のグレートブリテン島及びアイルランド島と王室属領（チャンネル諸島とマン島）における死刑執行数

### 1800～1831年
| 年   | イングランド 及び ウェールズ | スコット ランド | 王室属領 （チャンネル諸島 とマン島） | 処刑ドック による執行 | 備考 |
| ---- | ---------------------------- | --------------- | ------------------------------------ | --------------------- | --- |
| 1800 | 131                          | 3               | 0                                    | 2                     | 1800年当時で、死刑になる犯罪が220もあった。 |
| 1801 | 219                          | 6               | 0                                    | 0                     | |
| 1802 | 110                          | 4               | 0                                    | 1                     | |
| 1803 | 76                           | 2               | 0                                    | 0                     | この年の9月26日に当時イギリスの植民地であったオーストラリアのパラマタでジョセフ・サミュエル（罪状：強盗殺人。強盗の際、当時警官であったジョセフ・ルーカーを殺害している。また、この事件を起こす前に1795年に強盗により有罪判決を受け、1801年にオーストラリアへの流刑に処されている。）の死刑が執行されたが、3回とも失敗し、当時ニューサウスウェールズ州総督であったフィリップ・キングにより、神の介入を理由に終身刑に減刑された。 |
| 1804 | 48                           | 2               | 0                                    | 0                     | |
| 1805 | 66                           | 3               | 0                                    | 0                     | |
| 1806 | 59                           | 2               | 0                                    | 6                     | |
| 1807 | 63                           | 7               | 0                                    | 0                     | |
| 1808 | 38                           | 2               | 1                                    | 0                     | スリのような窃盗犯は除外されたが、万引きや牛馬羊窃盗罪等対象となる犯罪がまだまだ存在していた。 |
| 1809 | 62                           | 6               | 0                                    | 1                     | |
| 1810 | 61                           | 4               | 0                                    | 0                     | |
| 1811 | 46                           | 6               | 0                                    | 0                     | |
| 1812 | 83                           | 5               | 0                                    | 2                     | |
| 1813 | 122                          | 9               | 0                                    | 2                     | |
| 1814 | 74                           | 8               | 0                                    | 6                     | ウィリアム・ポッターが果樹園の木を切り倒した罪でチェルムスフォードで絞首刑により死刑執行された。 この罪によりイギリス国内で死刑執行された最後の人物となった。 |
| 1815 | 58                           | 7               | 0                                    | 0                     | 1815年には死刑になる犯罪が288と増加した。 |
| 1816 | 83                           | 3               | 0                                    | 4                     | |
| 1817 | 122                          | 15              | 0                                    | 4                     | 1817年反逆法から首吊り・内臓抉り・四つ裂きの刑を絞首刑後、斬首する方法へ変更 |
| 1818 | 96                           | 7               | 1                                    | 0                     | |
| 1819 | 110                          | 10              | 0                                    | 0                     | |
| 1820 | 104                          | 14              | 0                                    | 1                     | カトー道りの陰謀を起こした罪（反逆罪）で死刑判決を受けた5人が、5月1日にニューゲート監獄の外で絞首刑で執行された後、斬首された。イングランドにおいて、この執行方法により執行された最後のケースなった。 その後、スコットランドのスターリングで同年9月8日に1820年スコットランド反乱を起こしたことを理由に大逆罪でアンドリュー・ハーディとジョン・ベアードが同様の方法で死刑執行され、イギリス国内でこの方法により死刑執行された最後のケースとなった。この2人とは別に20人が死刑判決が下されたが、流刑に減刑されている。 この年の8月19日にダニエル・ハートフォードが牛を窃盗した罪で死刑執行され、イギリス国内で牛窃盗により死刑施行された最後の人物となった。 |
| 1821 | 118                          | 12              | 0                                    | 0                     | |
| 1822 | 95                           | 8               | 0                                    | 0                     | この年の11月27日にニューゲートで万引きを理由にウィリアム・レディングが死刑執行された。イギリス国内において万引きで死刑になった最後の人物となる。 |
| 1823 | 65                           | 15              | 1                                    | 0                     | 1823年死刑判決法施行により、裁判官に反逆罪と殺人以外には、懲役及び流刑に減刑する権限を認めた。 また、当時イギリスの植民地であったオーストラリアへ犯罪者を死刑ではなく流刑にするようになった。 |
| 1824 | 51                           | 8               | 0                                    | 0                     | |
| 1825 | 46                           | 1               | 0                                    | 0                     | |
| 1826 | 54                           | 8               | 0                                    | 0                     | |
| 1827 | 78                           | 5               | 0                                    | 0                     | |
| 1828 | 57                           | 3               | 0                                    | 0                     | |
| 1829 | 74                           | 6               | 2                                    | 0                     | この年の12月31日にニューゲートでトーマス・メイナードが偽造の罪で最後に死刑執行された者となった。 そして、1836年に死刑になる犯罪の対象から外れた。 |
| 1830 | 51                           | 9               | 1                                    | 2                     | この年の12月9日にジョージ・デイビスとウィリアム・ワッツが海賊行為の罪により死刑執行された。 この死刑執行が処刑ドックで死刑執行された最後のケースとなった。その後、ウィリアム4世によって、海軍による死刑は廃止され処刑ドックも廃止になった。 |
| 1831 | 49                           | 8               | 0                                    | 0                     | この年の5月25日にジョージ・ウィジェットが、イギリス国内で羊を窃盗した罪で執行された最後の人物となった。また、8月1日に当時13歳の少年であったリチャード・テイラーを9シリングのお金を奪う目的で殺害した罪で当時14歳であったジョン・エニー・バード・ベルに対してメードストーン刑務所の外に設置された絞首刑台で死刑執行され、イギリス国内で19世紀の間に執行された最年少死刑囚となった。 |

- 処刑ドックによる執行についての詳細は海賊法#イギリスを参照。また、1735～1799年の間に47人の男性が処刑ドックにより執行されている。
- 表には無いアイルランド島の死刑執行数は、1800～1899年の間に585人（うち女性は56人）であった。

### 1832～1867年
| 年   | イングランド及びウェールズ | スコットランド | 南アイルランド | 王室属領（チャンネル諸島とマン島） | 備考 |
| ---- | -------------------------- | -------------- | -------------- | ---------------------------------- | --- |
| 1832 | 50                         | 5              | -              | 1                                  | 1832年解剖法がこの年の8月1日に施行され、殺人罪で死刑執行された者の解剖が終結した。同時に、死刑執行された者の遺体は、鎖で吊るされた状態にすることを命じられていた場合を除き、最後に収容された刑務所内に埋葬されることが、この法律の第16条により制定された。そして同年2月1日にジョージ・ベックとトーマス・アームストロングとジョージ・ヘイアソンが暴動によりイギリス国内で最後に執行された人物となった。なお3人は暴動の際、製糸工場に放火している。その後8月10日にジェームズ・クックが、レスターで殺人罪により、鎖で自らの遺体が吊るされた最後の人物となった。 また、死刑対象となる犯罪が約60件に減少し、万引きと羊・牛・馬の盗みを死刑対象となる犯罪リストから外された。 |
| 1833 | 36                         | 3              | -              | 0                                  | 当時9歳の少年がメードストーン巡回裁判で死刑判決が家宅侵入の罪でこの年に下されたが、世間の批判により、執行を猶予される。 |
| 1834 | 35                         | 9              | -              | 0                                  | 同年に死刑執行後に鎖やジベットで吊るされた状態にすることが廃止された。神聖冒涜罪、手紙の盗み、流刑地からの脱走を死刑対象となる犯罪リストから外す。そして、この年の3月21日にジョージ・カペルが人間以外の生物と性交した罪で、イギリス国内で最後に執行された人物となった。その後、8月2日にジョン・ヤングが住宅侵入窃盗した罪で、イギリス国内で最後に執行された人物と共に他の窃盗も含めて最後の人物となった。 |
| 1835 | 34                         | 5              | 29             | 0                                  | ジェームズ・プラットとジョン・スミスはこの年の11月27日にソドミーの罪で絞首刑執行された最後のケースとなった。 |
| 1836 | 17                         | 1              | 14             | 0                                  | 偽造を死刑対象となる犯罪リストから外す。この年に制定された囚人弁護士法は、重大な犯罪で起訴された者に対して適切な弁護人を要求した。そして、この年の3月3日にリチャード・スミスが不同意性交罪で、8月13日にローレンス・カーティスとパトリック・ドネリーとエドワード・ドネリーが強盗で、8月31日にダニエル・ケースが放火の罪で、イギリス国内で最後に執行された人物となった。 |
| 1837 | 8                          | 3              | 10             | 0                                  | この年に制定された海賊法は、「殺人を意図した暴行」を含む海賊行為を死刑対象の罪となった。この法律により、1864年2月22日に5人の男性が殺人と海賊行為で絞首刑により執行された。放火、強盗、住居侵入窃盗を死刑対象となる犯罪リストから外す。 |
| 1838 | 6                          | 1              | 2              | 0                                  | |
| 1839 | 11                         | 1              | 16             | 0                                  | |
| 1840 | 9                          | 2              | 3              | 0                                  | |
| 1841 | 10                         | 2              | 6              | 0                                  | 不同意性交罪を死刑対象となる犯罪リストから外す。 |
| 1842 | 9                          | 0              | 6              | 0                                  | |
| 1843 | 10                         | 2              | 5              | 0                                  | |
| 1844 | 13                         | 1              | 9              | 0                                  | |
| 1845 | 16                         | 0              | 3              | 0                                  | |
| 1846 | 8                          | 0              | 7              | 0                                  | |
| 1847 | 6                          | 1              | 8              | 0                                  | |
| 1848 | 12                         | 2              | 32             | 0                                  | |
| 1849 | 17                         | 4              | 16             | 0                                  | 雇用主のエリザベス・ジェフリーズを殺害した罪で、サラ・トーマス（当時18歳）がこの年の4月20日に執行され、イギリス最後の20歳未満女性の死刑囚となった。また、殺害した背景に虐待を含めた劣悪な労働環境であったため、減刑するよう請願されたが、叶わず執行されることとなった。 |
| 1850 | 6                          | 2              | 8              | 0                                  | |
| 1851 | 10                         | 1              | 3              | 0                                  | |
| 1852 | 6                          | 2              | 6              | 0                                  | |
| 1853 | 11                         | 4              | 9              | 0                                  | |
| 1854 | 5                          | 2              | 4              | 1                                  | |
| 1855 | 5                          | 1              | 0              | 0                                  | |
| 1856 | 17                         | 0              | 3              | 0                                  | |
| 1857 | 14                         | 2              | 0              | 0                                  | |
| 1858 | 9                          | 1              | 4              | 0                                  | |
| 1859 | 12                         | 0              | 0              | 0                                  | |
| 1860 | 10                         | 0              | 2              | 0                                  | |
| 1861 | 14                         | 1              | 1              | 0                                  | 1861年刑法統合法により、殺人、大逆罪、王室造船所での放火、海賊行為の４つへと死刑になる犯罪に絞られた。 但し、マーティン・ドイルにが8月27日に殺人未遂の罪で執行されているが、法律が施行される前に署名された起訴状によって裁かれた為、彼の処刑は合法であり、殺人未遂の罪で執行されたイギリス国内最後の人物となった。 |
| 1862 | 16                         | 1              | 4              | 0                                  | |
| 1863 | 21                         | 0              | 4              | 0                                  | |
| 1864 | 21                         | 2              | 2              | 0                                  | 5人の男性が殺人と海賊行為で絞首刑により執行された。 |
| 1865 | 6                          | 1              | 4              | 0                                  | |
| 1866 | 12                         | 2              | 2              | 1                                  | |
| 1867 | 12                         | 0              | 0              |                                    | |

- 北アイルランドも含めたアイルランド島の死刑執行数は、1800～1899年の間に585人（うち女性は56人）であった。

### 1868（死刑改正法施行年）～1867年
| 年   | イングランド及びウェールズ | スコットランド | 南アイルランド | 王室属領（チャンネル諸島とマン島） | 備考 |
| ---- | -------------------------- | -------------- | -------------- | ---------------------------------- | --- |
| 1868 | 11                         | 1              | 0              | 0                                  | この年の3月22日にジョセフベルの死刑執行が、スコットランドにおける最後の公開死刑執行となった。 この年の4月2日に義理の娘を殺害した罪により女性（フランシス・キダー、当時25歳）最後の公開死刑執行が行われた。 同年5月26日午前8時過ぎににニューゲート監獄で7人が死亡したロンドン市クラーケンウェルで起きたフェニアン爆撃作戦を実行した罪でマイケル・バレットがイギリス国内（王室属領であるチャンネル諸島とマン島除く）最後の公開死刑執行が行われた。 同年5月29日に死刑改正法が可決し、公開死刑執行が廃止され、刑務所内で非公開で死刑執行することとなった。しかし、保安官に絞首刑に対する被害者の親族を含む新聞記者や他の証人の死刑執行の立会を認める裁量権を与えている。 また、チャンネル諸島とマン島では適用されなかったため、1875年まで公開状態で死刑執行されている。 同年8月13日にドーバー修道院駅の駅長エドワード・ウォルシェを殺害した罪で当時18歳のトーマス・ウェルズがイギリス国内で初めて非公開で死刑執行された。 |
| 1869 | 10                         | 0              | 0              | 0                                  | |
| 1870 | 7                          | 1              | 3              | 0                                  | 1870年没収法によって首吊り・内臓抉り・四つ裂きの刑は廃止 |
| 1871 | 3                          | 0              | 2              | 0                                  | |
| 1872 | 11                         | 0              | 0              | 1                                  | |
| 1873 | 8                          | 0              | 3              | 0                                  | |
| 1874 | 19                         | 0              | 0              | 0                                  | |
| 1875 | 22                         | 2              | 3              | 1                                  | この年の8月12日にジョセフ・フィリップ・ル・ブランは姉のナンシーを殺害した罪で、ジャージー島で死刑執行された。この死刑執行が王室属領であるチャンネル諸島とマン島を含めたイギリス最後の公開死刑執行であった。 |
| 1876 | 21                         | 1              | 4              | 0                                  | |
| 1877 | 23                         | 0              | 0              | 0                                  | |
| 1878 | 15                         | 2              | 0              | 0                                  | |
| 1879 | 15                         | 0              | 2              | 0                                  | |
| 1880 | 14                         | 0              | 2              | 0                                  | |
| 1881 | 11                         | 0              | 0              | 0                                  | |
| 1882 | 11                         | 0              | 6              | 0                                  | |
| 1883 | 14                         | 2              | 12             | 0                                  | |
| 1884 | 14                         | 2              | 2              | 0                                  | |
| 1885 | 13                         | 0              | 2              | 0                                  | この年の2月23日午前8時にエクセター刑務所でジョン・ババコム・リー（罪状：雇い主のエマ・キーズに窃盗を疑われ、賃金を半分にされたことを恨み[1883年にエマの銀器を盗み、6か月の有罪判決を受けている。その後、再雇用される。]刺殺。）の執行が死刑執行ジェームズ・ベリー試みられたが、3回とも絞首台の羽蓋が開かず、失敗に終わる。その後、当時内務大臣であったウィリアム・ヴァーノン・ハーコートにより、終身刑に減刑され、執行の22年後に釈放される。 |
| 1886 | 19                         | 0              | 2              | 0                                  | |
| 1887 | 21                         | 0              | -              | 0                                  | |
| 1888 | 17                         | 0              | 4              | 0                                  | 1885年に起きたジョン・ババコム・リーの執行に代表される一連の絞首刑の失敗の反省から公式ドロップテーブルがこの年に作成され、このマニュアルに基づいて、執行者の体重に応じて、執行用の縄の長さが調整された。 |
| 1889 | 15                         | 2              | 3              | 0                                  | この年の1月2日、17歳のチャールズ・ドベルと18歳のウィリアム・ガワーは、ガワーの職場の作業時間係B.Cローレンスの殺害でメイドストーン監獄で死刑執行された。チャールズ・ドベルは、死刑執行時が18歳未満の最後の人物となった。 |
| 1890 | 16                         | 1              | 0              | 0                                  | |
| 1891 | 11                         | 0              | 2              | 0                                  | |
| 1892 | 17                         | 1              | 3              | 0                                  | |
| 1893 | 16                         | 1              | 3              | 0                                  | |
| 1894 | 18                         | 0              | 1              | 0                                  | |
| 1895 | 11                         | 0              | 1              | 0                                  | |
| 1896 | 19                         | 0              | 0              | 0                                  | |
| 1897 | 7                          | 1              | 0              | 0                                  | |
| 1898 | 10                         | 1              | 2              | 0                                  | |
| 1899 | 15                         | 0              | 3              | 0                                  | |

- 北アイルランドも含めたアイルランド島の死刑執行数は、1800～1899年の間に585人（うち女性は56人）であった。

### 1900～1931年
| 年   | イングランド及びウェールズ | スコットランド | 北アイルランド | 南アイルランド | 王室属領（チャンネル諸島とマン島) | 反逆とテロ行為及びスパイ | 備考 |
| ---- | -------------------------- | -------------- | -------------- | -------------- | --------------------------------- | ------------------------ | --- |
| 1900 | 14                         | 0              | 1              | 1              | 0                                 | 0                        | |
| 1901 | 15                         | 0              | 0              | 2              | 0                                 | 0                        | 死刑執行中に刑務所の鐘を鳴らしていたが、この年以降、執行後に変更。 |
| 1902 | 22                         | 1              | 0              | 2              | 0                                 | 0                        | 死刑執行後に刑務所で黒旗掲揚することを止める. |
| 1903 | 27                         | 0              | 0              | 2              | 0                                 | 0                        | |
| 1904 | 16                         | 1              | 2              | 2              | 0                                 | 0                        | |
| 1905 | 17                         | 1              | 0              | 1              | 0                                 | 0                        | |
| 1906 | 8                          | 0              | 0              | 0              | 0                                 | 0                        | |
| 1907 | 10                         | 0              | 0              | 0              | 1                                 | 0                        | |
| 1908 | 12                         | 2              | 1              | 0              | 0                                 | 0                        | 1908年幼少年法の改正により16歳以下に対する死刑が禁止される。 |
| 1909 | 19                         | 1              | 1              | 0              | 0                                 | 0                        | |
| 1910 | 16                         | 0              | 0              | 1              | 0                                 | 0                        | |
| 1911 | 16                         | 0              | 0              | 1              | 0                                 | 0                        | |
| 1912 | 10                         | 0              | 0              | 0              | 0                                 | 0                        | |
| 1913 | 19                         | 1              | 0              | 0              | 0                                 | 0                        | 公式ドロップテーブルが修正される。 |
| 1914 | 14                         | 0              | 0              | 0              | 0                                 | 1                        | この年の7月28日に第1次世界大戦が開始される。1914～1916年の間に13名が大戦中のスパイ行為により11人が銃殺刑（場所は全てロンドン塔）、2人が絞首刑により執行されている。但しそのうち1名は後述するイースター蜂起に関連しての死刑執行である。また、表中に記載されていないが、第1次世界大戦中に敵前逃亡や脱走等の罪により死刑執行されたイギリス及びイギリス連邦軍兵士が306人いる。 |
| 1915 | 9                          | 0              | 0              | 0              | 0                                 | 10                       | |
| 1916 | 8                          | 0              | 0              | 0              | 0                                 | 17                       | イースター蜂起発生。この蜂起は4月24日～4月30日の7日間で鎮圧され、その後軍法会議により19名が死刑判決を受け、15名が銃殺刑により執行されている。この15人の執行とは別に、アイルランド義勇軍がイースター蜂起の際に用いる武器をドイツ帝国から調達しようとしたロジャー・ケースメントを反逆罪とスパイ活動の罪により、ロンドンで絞首刑により執行されている。                        |
| 1917 | 9                          | 1              | 0              | 0              | 0                                 | 0                        | |
| 1918 | 7                          | 0              | 0              | 0              | 0                                 | 0                        | この年の11月11日に第1次世界大戦が終結する。 |
| 1919 | 12                         | 1              | 0              | 0              | 0                                 | 0                        | この年に1月21日にアイルランド独立戦争開始。 |
| 1920 | 21                         | 2              | 0              | 0              | 0                                 | 1                        | アイルランド独立戦争とアイルランド内戦で、テロ行為による殺人と反逆の罪により1920～1923年の間に102人（91人が銃殺刑、11人が絞首刑）が死刑執行された。 |
| 1921 | 8                          | 0              | 0              | 0              | 0                                 | 24                       | この年の12月6日にアイルランド独立戦争の休戦条約である英愛条約が結ばれる。翌1922年12月6日にアイルランド島の南部26州がイギリスの自治領アイルランド自由国として分離した。しかし、この条約を巡ってアイルランドで対立が生じ、翌1922年6月28日にアイルランド内戦が開始されることとなる。                                                                                          |
| 1922 | 17                         | 1              | 1              | 0              | 0                                 | 21                       | 1922年子殺し法により、母親による新生児殺害を死刑対象となる犯罪から外した。 |
| 1923 | 14                         | 3              | 1              | 4              | 0                                 | 56                       | この年の5月24日にアイルランド内戦が終結。 |
| 1924 | 10                         | 0              | 1              | 2              | 0                                 | 0                        | |
| 1925 | 17                         | 1              | 0              | 3              | 0                                 | 0                        | |
| 1926 | 16                         | 0              | 0              | 3              | 0                                 | 0                        | |
| 1927 | 8                          | 0              | 0              | 1              | 0                                 | 0                        | |
| 1928 | 21                         | 3              | 1              | 1              | 0                                 | 0                        | |
| 1929 | 8                          | 0              | 0              | 1              | 0                                 | 0                        | |
| 1930 | 3                          | 0              | 1              | 0              | 0                                 | 0                        | |
| 1931 | 10                         | 0              | 1              | 1              | 0                                 | 0                        | 死刑(妊婦)法が可決。妊婦は出産後に絞首刑が執行できなくなった。 |

- 南アイルランドで、1900～1911年の間に死刑執行された12人は、イギリス支配時に行われている。
- 反逆とテロ行為及びスパイでは、第1次世界大戦中に、スパイ行為の罪で13人が死刑執行（銃殺刑は11人、絞首刑は2人）されている。そして、アイルランド独立戦争とアイルランド内戦により102人（銃殺刑91人、絞首刑11人）が死刑執行されている。
- 第1次世界大戦中に敵前逃亡や脱走等の罪により死刑執行されたイギリス及びイギリス連邦軍兵士が306人いるが、上表中には含まれていない[5]。

### 1932～1956年
| 年   | イングランド及びウェールズ | スコットランド | 北アイルランド | 南アイルランド | 王室属領（チャンネル諸島とマン島) | 反逆とテロ行為及びスパイ | アメリカ軍 | 備考 |
| ---- | -------------------------- | -------------- | -------------- | -------------- | --------------------------------- | ------------------------ | ---------- | --- |
| 1932 | 9                          | 0              | 1              | 1              | 0                                 | 0                        | 0          | この年の11月18日に18歳未満であるハロルド・ウィルキンス（当時16歳）が殺人罪で死刑判決が下され、18歳未満の未成年で死刑判決を言い渡された最後の人物となった。後に、執行を猶予されている。 |
| 1933 | 9                          | 0              | 1              | 0              | 0                                 | 0                        | 0          | 1933年児童及び青年法により、犯行時18歳未満に対する死刑判決を禁止し、死刑対象が18歳以上へ引き上げられる。 |
| 1934 | 9                          | 0              | 0              | 1              | 0                                 | 0                        | 0          | |
| 1935 | 12                         | 0              | 0              | 0              | 0                                 | 0                        | 0          | |
| 1936 | 7                          | 0              | 0              | 0              | 0                                 | 0                        | 0          | |
| 1937 | 9                          | 0              | 0              | 1              | 0                                 | 0                        | 0          | |
| 1938 | 8                          | 0              | 0              | 0              | 0                                 | 0                        | 0          | 1922年子殺し法改正により、母親による1歳未満新生児殺害を死刑対象となる犯罪から外した。 |
| 1939 | 7                          | 0              | 0              | 1              | 0                                 | 0                        | 0          | 独ソ不可侵条約と付属の秘密議定書に基づいて、この年の9月1日に始まったナチスドイツ軍によるものとと同年9月17日のソビエト連邦軍によるポーランド侵攻を発端に第2次世界大戦が開始される。 |
| 1940 | 12                         | 0              | 0              | 2              | 0                                 | 3                        | 0          | ナチスドイツにより、この年の5月1日にチャンネル諸島が占領され、1945年5月9日までナチスドイツの統治下となった。また、1940年から1947年まで通常の裁判で殺人以外の罪により17人が死刑執行されており、2人が反逆罪、15人がこの年に制定された背信行為法によるものである。 |
| 1941 | 11                         | 0              | 0              | 4              | 2                                 | 5                        | 0          | ナチスドイツ占領下のチャンネル諸島の内のジャージー島で2名銃殺 (罪状：軍事犯罪とスパイ行為)。またこの年の8月15日にスパイ活動の罪で、ナチスドイツのスパイであるヨーゼフ・ジェイコブスは、ロンドン塔で銃殺刑により執行された。この執行がロンドン塔での最後の執行となった。その後、同年12月8日（ハワイ時間では12月7日）の真珠湾攻撃をきっかけにアメリカが参戦することとなる。                                                |
| 1942 | 15                         | 0              | 1              | 2              | 1                                 | 4                        | 0          | ナチスドイツ占領下のチャンネル諸島の内のジャージー島で1名銃殺 (罪状：軍事犯罪)。 |
| 1943 | 15                         | 0              | 0              | 2              | 0                                 | 1                        | 3          | |
| 1944 | 9                          | 0              | 0              | 1              | 0                                 | 3                        | 8          | |
| 1945 | 18                         | 0              | 0              | 1              | 0                                 | 1                        | 7          | この年の9月2日に第2次世界大戦が終結される（日本では昭和天皇が玉音放送で戦争終結を知らせた8月15日を終戦としているが、アメリカ・カナダ・フランスでは、東京湾上のアメリカ戦艦ミズーリ甲板上において降伏文書が調印された9月2日を終戦日としている。）。 |
| 1946 | 19                         | 3              | 0              | 0              | 0                                 | 2                        | 0          | この年の1月3日に「ホーホー卿」と呼ばれたウィリアム・ジョイスがナチスドイツからイギリスに向けてプロパガンダ放送を行った廉で大逆罪により絞首刑により執行され、大逆罪で死刑執行された最後の人物となった。翌1月4日に戦時スパイ行為を処断する背信法から、イギリス陸軍兵士のシオドア・シューチがペントンヴィル刑務所でピアポイントによって絞首刑により執行され、殺人以外の罪で死刑執行されたイギリス国内で最後の人物となった。 |
| 1947 | 12                         | 0              | 0              | 1              | 0                                 | 0                        | 0          | |
| 1948 | 8                          | 1              | 0              | 1              | 0                                 | 0                        | 0          | 庶民院はこの年の4月に5年間の死刑停止を決議したが、貴族院によって覆された。 |
| 1949 | 16                         | 0              | 0              | 0              | 0                                 | 0                        | 0          | エヴァンス事件発生。この事件で逮捕されたティモシー・ジョン・エヴァンスが死刑執行後冤罪であることが判明し、死刑廃止のきっかけの１つとなる。 |
| 1950 | 18                         | 2              | 0              | 0              | 0                                 | 0                        | 0          | この年の3月9日にペントンヴィル刑務所にてティモシー・ジョン・エヴァンスが冤罪で死刑執行される。 |
| 1951 | 14                         | 1              | 0              | 0              | 0                                 | 0                        | 0          | |
| 1952 | 23                         | 2              | 0              | 0              | 0                                 | 0                        | 0          | |
| 1953 | 13                         | 1              | 0              | 0              | 0                                 | 0                        | 0          | この年の7月15日にペントンヴィル刑務所にてエヴァンス事件の真犯人であるジョン・クリスティが死刑執行される。 |
| 1954 | 15                         | 2              | 0              | 1              | 0                                 | 0                        | 0          | アイルランド共和国でこの年の4月20日にマイケル・マニングは、看護師のキャサリン・クーパーを殺害した罪で、マウントジョイ刑務所でアイルランド共和国内で最後の死刑が執行された。 |
| 1955 | 12                         | 1              | 0              | 0              | 0                                 | 0                        | 0          | ルース・エリスが、イギリス国内で最後に死刑執行された女性となった。 |
| 1956 | 0                          | 0              | 0              | 0              | 0                                 | 0                        | 0          | この年の3月に死刑廃止法案が庶民院で可決したが、貴族院によって覆される。 |

- 反逆とテロ行為及びスパイでは、第2次世界大戦中に、スパイ行為の罪で17人が死刑執行（銃殺刑はヨーゼフ・ジェイコブスのみ、他は絞首刑）されている。そして、第2次世界大戦終結後に2人、大逆罪と背信法により2人が絞首刑により死刑執行されている。
- 「アメリカ軍」の欄は、第二次世界大戦中にイギリス国内で犯した犯罪により米軍の軍法会議により、シェプトンマレット刑務所で死刑執行された者である。死刑執行総数は18人（銃殺刑2人、絞首刑16人）であり、人種別では、アフリカ系アメリカ人が10人、ヒスパニック系が3人、非ヒスパニック系白人が5人であった。 そして、死刑執行者のの平均年齢は21.5歳であった。罪状別では殺人が9人、不同意性交罪は6人、強不同意性交殺人は3人である。当時のイギリスでは不同意性交は死刑対象にならない犯罪（1841年に死刑対象リストから外されている。執行自体は1836年3月3日を最後に執行されていない。）であったが、アメリカ軍の軍法会議において死刑対象となっていた。なお、アメリカ軍は1961年を最後に死刑執行は行われていない。不同意性交のみを理由とした死刑は、執行自体は1964年5月8日にミズーリ州で8才の少女を不同意性交したロナルド・ウルフに対してガス室による死刑執行を行ったのが最後となっている。そして、判決については、アメリカの連邦最高裁判所により、成人女性は1977年6月に、未成年を対象とした場合は2008年6月に違憲判決を下しているため、現在のアメリカでは、不同意性交のみを理由に死刑判決及び執行できないようになっている。

### 1957（1957年殺人法施行年）～1965年
| 年   | イングランド及びウェールズ | スコットランド | 北アイルランド | 南アイルランド | 王室属領（チャンネル諸島とマン島) | 備考 |
| ---- | -------------------------- | -------------- | -------------- | -------------- | --------------------------------- | --- |
| 1957 | 2                          | 0              | 0              | 0              | 0                                 | 1957年、議会は1957年殺人法を3月に可決した。この法律により、死刑対象となる殺人が以下の5つにどれか当てはまる場合に制限された。 ・強盗殺人 ・銃や爆発物による殺人 ・逮捕抵抗中または脱獄中に犯した殺人 ・警察官や刑務官の殺害 ・2件以上の殺人。 |
| 1958 | 4                          | 0              | 0              | 0              | 0                                 | |
| 1959 | 6                          | 0              | 0              | 0              | 1                                 | この年の10月9日にフランシス・ジョセフ・ハッチェットがジョン・ペリーを殺害した罪で、チャンネル諸島最後の死刑執行が行われた。 |
| 1960 | 3                          | 1              | 0              | 0              | 0                                 | この年の12月22日にHM刑務所バーリニーで、アンソニー・ミラー(19歳)が、ジョン・クレミン殺害（強盗殺人）の罪で死刑執行された。イギリス国内で執行時20歳未満で死刑執行された最後の人物となる。 |
| 1961 | 7                          | 0              | 2              | 0              | 0                                 | A6殺人事件発生。この事件で逮捕されたジェームス・ハンラッティが冤罪の疑いがありながらも死刑執行された。後にDNA調査により、真犯人であり冤罪でなかった。また、この年の12月20日にロバート・マクグラダーディがパールギャンブルを殺害した罪で、北アイルランド最後の死刑執行が行われた。 |
| 1962 | 3                          | 0              | 0              | 0              | 0                                 | この年の4月4日にベッドフォード (イングランド)刑務所にてA6殺人事件加害者のジェームス・ハンラッティが死刑執行さされた。 |
| 1963 | 2                          | 1              | 0              | 0              | 0                                 | この年の8月15日にヘンリー・バーネット（当時21歳）は、アバディーンのクレイギンズ刑務所で、船員トーマス・ガイアンの殺害の罪で死刑執行され、スコットランドで最後に執行された人物となった。 |
| 1964 | 2                          | 0              | 0              | 0              | 0                                 | ピーター・アンソニー・アレン（ウォルトン刑務所）とグウィン・オーウェン・エヴァンス (ストレンジウェイズ刑務所) が、この年の8月13日午前8時に同時に絞首刑により執行され、この2人がイギリス国内で最後の死刑執行となった。 |
| 1965 | 0                          | 0              | 0              | 0              | 0                                 | この年の11月9日に5年間死刑執行停止する時限立法が議会で可決され、ジェームズ・キャラハン内務大臣の下1969年12月に殺人罪の死刑廃止を決定した。なお、大逆罪・王室造船所での放火・海賊行為は、死刑対象となる犯罪リストに残ったが、 王室造船所での放火は1971年に、大逆罪及び海賊行為は1998年7月31日でリストから外れた。また、北アイルランドは適用が除外されていたが、1973年に北アイルランドも死刑が廃止された。 |